# شهرک جعفریه
شهرک جعفریه (یا جعفرآباد سابق)،از توابع بخش مرکزی شهرستان شهریار در استان تهران ایران است.این شهرک به جعفرانیه نیز شهرت دارد

## جمعیت
این شهرک در  شهریار قرار دارد و براساس سرشماری مرکز آمار ایران در سال ۱۳۹۵، جمعیت آن ۹٬۴۵۲ نفر (۲٬۶۹۶ خانوار) بوده‌است.

## غربی و شرقی
| |  |  |
| دیوارنویسی قدیمی شهرداری شهرک جعفریه که سالها همراه اشتباه املایی روی دیوار شهرداری بوده‌است مبنی بر حفظ نظافت شهر. |  |  |

سمت شرقی این شهرک (تحت نظارت شهرداری شهرک جعفریه) طی دهه ۱۳۸۰ و اوائل دهه ۱۳۹۰ فرهنگ نظافت نسبتاً خوبی داشته‌است، اما روند معدوم ساختن و خشک کردن باغات بزرگ ناحیه غربی برای ساخت خانه‌های ارزان به‌طور مستمر ادامه داشته تا جایی که تقریباً چیزی باقی نمانده‌است. از نواحی تازه تفکیک شده (پس از سال ۱۳۹۰) در ملارد ویلا (پارک بلوارهای جنوب غربی شهرک جعفریه) واقع می‌باشند. سابقه کلاهبرداری در زمین‌های تازه‌تفکیک‌شده غیررسمی ملاردویلا نیز وجود دارد. اکثر زمینها به ترتیب در سنوات قبل متعلق به خاندان محمودی اصل بوده که در سنوات ۷۴ لغایت ۷۸ توسط فرزندان ایشان تفکیک و به فروش رفته اند . قعطات زمینها از ۵۰۰ تا ۲۰۰۰ متر بوده که بزگترین آن به آقای عظیمی از توابع زیبادشت فروش رفته است .تا سال ۱۳۹۵ اکثر خانه‌های ملارد، حتی سرآسیاب و شهریار به ویژه ویلایی‌ها، قولنامه‌ای یا سند ساده بوده‌اند همان‌طور به صورت مشابه در باغستان شهریار. اگرچه دریافت سند شامل جریمه ساخت غیرمجاز می‌شود اما این راهکار به هیچ عنوان نتوانسته مانع ساخت خانه‌های غیرمجاز یا خشکاندن باغات شود. سمت غربی این شهرک که فقط بواسطه یک کانال آب جدا می‌شود زیر نظر فرمانداری ملارد و شهرداری ملارد است (کشمکش زیادی بر سر این منطقه بوده). خود کانال آب گفته شده‌است که از هر طرف ۱۲ متر عقب‌نشینی دارد اما خانه‌های بسیار زیادی در مسیر این عقب‌نشینی ساخته شده‌اند. شهرداری جعفریه تا سال ۱۳۹۲ به سطل‌های زباله بخش غربی دست نمی‌زد. خیابان‌های سمت غربی تا پیش از انتخابات ۱۳۹۲ تماماً خاکی بود و همزمان با انتخابات آن سال تماماً آسفالت شد. اما نظافت و آموزش‌های فرهنگی بخش غربی همچنان بسیار ضعیف است اما جمع‌آوری زباله از سال ۱۳۹۲ به بعد به صورت منظم و مرتب انجام می‌شود. طی اوائل دهه ۱۳۹۰ در این شهرک اقدامات چشم‌گیری انجام شدند از جمله راه‌اندازی ایستگاه آتش‌نشانی اختصاصی، گسترش درمانگاه و تأسیس ساختمان کلانتری در شمال میدان. پیش از این این شهرک فقط یک کیوسک داشت و مردم از گسترش شدید اعتیاد، فروش مواد مخدر و رشوه گرفتن برخی مأموران بسیار شاکی بودند. فرماندهی نیروی انتظامی این منطقه در شهرک پارسیان جنوب شهریار در مسیر ویره قرار دارد و پلس امنیت و اداره گذرنامه آن در فاز ۵ شهر جدید اندیشه است.
تأسیس عابربانک در این شهرک با چالش‌های بسیاری همراه بوده. تا چند سال عابربانک بانک دی در ساختمان شعبه تعاونی شباهنگ شهریار در این شهرک بود بعداً بسته شد و به مسجد منتقل شد اما مورد سرقت قرار گرفت و در بین اهالی سرشناس است، سپس دو عابربانک در ساختمان شهرداری تأسیس شد که به‌طور منظم کار می‌کنند.بومیان این روستا که اکثرا ۵۰الی ۹۰ سال پیش به اینجا امده اند اهل روستای تقی دیزج اردبیل هستند و اکثرا با یکدیگر فامیل هستند که اولین خانواده که به محل امد خانواده مرحوم اقای محمد عابدی است،که شایان ذکر است که در واقع اول پسر ایشان یعنی اقای خیرالله عابدی به این محل امده و سپس پدر و مادر و چهار برادر و یک خواهرش امده اند.در میان اقوام عابدی خانواده متشخص و درستکار و با ایمانی به جعفریه امد به نام خانواده حضرتی.حاج اقا حضرتی(برادر بزرگ)کسی بود که حدود ۴۰سال قبل مسجد جامع سراسیاب ملارد را بنا کرد و ایشان عالمی بزرگ و کاردان بودند و در به ثمر نشستن انقلاب با شکوه اسلامی نقش بسزایی داشتند،ایشان بعد از چند سال سکونت در جعفریه دار فانی را وداع گفته و به دیار باقی شتافت،،بعد از پدر فرزندان ایشان در ابادانی و یاری رسانی در عرصه جهاد به جبهه حق علیه باطل شتافتن و بعد از پیروزی رزمندگان سرافراز کشور در ادارات و ارگانهای نظامی و در میادین ورزشی برای ابادانی ایران اسلامی دست به کار شدند،مرحوم جواد حضرتی شهردار محترم و با اخلاق کلیه مناطق شهریار،حاج جعفر حضرتی در سپاه پاسداران،حاج سعید حضرتی در جهاد سازندگی و اقای بهروز حضرتی در عرصه ورزشی و رشته کشتی شروع به فعالیت کردند،بعد از برادر بزرگ حجت السلام حاج عزت الله حضرتی رحمت الله شروع به خدمت به خلق خدا کرد،این روحانی برجسته که امام جماعت مسجد امام جعفر صادق بود و در دهه محرم روضه خوان محل و شهریار و ملارد و اندیشه نیز بودند،در کارنامه کاری این فقید باید به دادگستری شهریار و اموزش و پرورش ملارد اشاره کرد،ایشان مردی با اخلاق و شاعری توانا بودند،،شهیدان بسیاری از این محل به جنگ حق علیه ظلم رژیم فاسد بعث رفته بودند،مانند شهید فرخ خادمی،شهید نجات فرزانه،شهید نظر حسین صابر،شهید دانشگر، و بسیاری دیگر از اهالی خوب این محل.